# لبه‌دم‌سفید
لبه‌دم‌سفیدها (Whitetips) گروه کوچکی از مرغ‌های مگس در سردهٔ Urosticte هستند که محدود به جنگل‌های نمناک در دامنه‌های کوه آند در شمال غربی آمریکای جنوبی می‌باشند. نام رایج آنها، یعنی لبه‌دم‌سفید، به لبهٔ سفید قابل توجه در ناحیه مرکزی شاهپرهای دم در نرها اشاره دارد. از آنجایی که شاهپرهای مرکزی دم کوتاه‌تر از شاهپرهای بیرونی هستند، به صورت یک لکه سفید بزرگ روی دم مرکزی پدیدار می‌شود. ماده‌ها که زیر بدنشان سفید با لکه‌های سبز است، بدون لبهٔ سفید در ناحیه شاهپرهای مرکزی دم هستند، اما در عوض، لبهٔ پهنی در ناحیه شاهپرهای بیرونی (کُنج دم سفید) دارند.

## گونه‌ها
این سرده دارای دو گونه است.
- لبه‌دم‌سفید زیردم‌حنایی
- لبه‌دم‌سفید چانه‌ارغوانی